# Trichogramma santarosae
Trichogramma santarosae är en stekelart som beskrevs av Pinto 1999. Trichogramma santarosae ingår i släktet Trichogramma och familjen hårstrimsteklar.
Artens utbredningsområde är Costa Rica. Inga underarter finns listade i Catalogue of Life.